# Герег Іван Дмитрович
Іван Дмитрович Герег (нар. 24 травня 1944, Ошандорфалва, Закарпаття, Угорське королівство — пом. 5 грудня 2018, с. Конопниця, Львівський район, Україна) — радянський футболіст. Захисник, відомий виступами за «Карпати» (Львів). Також грав за команди «Верховина» (Ужгород), «Динамо» (Хмельницький). Майстер спорту СРСР. Володар Кубка СРСР 1969.

## Життєпис
Закінчив Львівський інститут фізичної культури, згодом — економічний факультет Львівського університету ім. І. Франка та Школу бізнесу в Софії (Болгарія).
У складі клубу «Карпати» (Львів) дебютував 8 квітня 1968 року у грі проти «Балтики» (Калінінград). За «Карпати» у чемпіонатах СРСР зіграв 229 матчів протягом 9 сезонів.
Після завершення ігрової кар'єри протягом 1977—1987 років працював директором СДЮШОР «Карпати». Наприкінці 1980-х років почав займатися бізнесом. Сфера бізнес-інтернесів — обробка та продаж діамантів.
Помер 5 грудня 2018 року на 75-му році життя після важкої хвороби.

## Титули та досягнення
- 1969 — Кубок СРСР з футболу: